# Janusz Pisarski
Janusz Pisarski (ur. 24 września 1955, zm. 24 lutego 2022) – polski altowiolista, profesor Akademii Muzycznej w Krakowie. 
W 1979 roku ukończył z wyróżnieniem Akademię Muzyczną w Krakowie w klasie prof. Eugenii Umińskiej i prof. Zdzisława Polonka. Otrzymał stypendium Ministerstwa Kultury i Sztuki na roczne studia podyplomowe w University of Akron (USA) w klasie Jerzego Kosmali.
Uczestniczył w Międzynarodowym Kursie Muzyki Barokowej w Zurychu oraz konkursach: Muzyki Kameralnej w Łańcucie i III Konkursie Altówkowym im. J. Rakowskiego w Poznaniu (III nagroda). Działał jako solista i kameralista, występując w Polsce, Czechach, Francji, Niemczech i Włoszech. Za swoją działalność odznaczony m.in. Brązowym Krzyżem Zasługi, Złotym i Srebrnym Medalem za Długoletnią Służbę, Medalem Komisji Edukacji.
Został pochowany na cmentarzu Batowickim w Krakowie.